# Rice & Snow
Albums de Negicco
Melody Palette
(17 juillet 2013) Tea for Three
(24 mai 2016)
Compilations par Negicco
Negicco 2003-2012 ~Best~
(22 février 2012)
Singles
1. Tokimeki no Headliner
Sortie : 6 novembre 2013
2. Triple! Wonderland
Sortie : 16 avril 2014
3. Sunshine Nihonkai
Sortie : 22 juillet 2014
4. Hikari no Spur
Sortie : 2 décembre 2014

Rice & Snow (officiellement titré à l'occidentale) est le deuxième album studio du groupe d’idoles japonais Negicco sorti en janvier 2015.

## Détails de l'album
Il sort le 20 janvier 2015 sur le label T-Palette Records, en édition régulière et édition limitée, plus d'an après le premier album studio de Negicco Melody Palette. Il atteint la 18e place du classement hebdomadaire des ventes de l'Oricon ; il est le seul album du groupe à atteindre un meilleur classement de l'Oricon.
Le CD de l’album comprend au total 13 titres dont certains sortis auparavant en singles auparavant comme : Tokimeki no Headliner, Triple! Wonderland, Sunshine Nihonkai et plus récemment Hikari no Spur (accompagné de sa chanson face B 1000% no Kataomoi).
La majorité des chansons ont été écrites et composées par le producteur habituel du groupe, Connie. Cependant, les membres du groupe ont brièvement participé à l'écriture des chansons (comme pour Arigatō no Present et Cream Sōda Love, cette dernière écrite par un des membres, Nao☆).
En janvier 2015, sort le deuxième album studio intitulé Rice & Snow qui se classe 18e à l'Oricon. S'ajoute à cela en février une tournée Negicco First Tour "Never Give Up Girls!!! ＆ Rice＆Snow" afin de célébrer la sortie de ce deuxième opus. En avril 2015, une version vinyle de l'album est mise en vente à parir du 7 avril.

## Interprètes
- Nao☆ (なお☆?)
- Megu (めぐ?)
- Kaede (かえで?)

## Liste des titres
| 1.  | Triple! Wonderland (トリプル！WONDERLAND)           | Hiroyasu Yano             | Hiroyasu Yano | 13e single           | 4:34 |
| 2.  | Tokimeki no Headliner (ときめきのヘッドライナー)    | Kensuke Okuda             | Jane Su       | 12e single           | 4:18 |
| 3.  | 1000% no Kataomoi (1000％の片想い)                  | Tomoko Ikeda (Shiggy Jr.) | Connie        | face B du 15e single | 4:33 |
| 4.  | Cream Sōda Love (クリームソーダ Love)               | Connie                    | Nao☆          |                      | 5:07 |
| 5.  | Sunshine Nihonkai (サンシャイン日本海)              | Takao Tajima              | Takao Tajima  | 14e single           | 4:36 |
| 6.  | Hadashi no Rainbow (裸足のRainbow)                  | Connie                    | Connie        |                      | 4:34 |
| 7.  | Futari no Yūgi (二人の遊戯)                         | Connie                    | Connie        |                      | 5:13 |
| 8.  | Pajama・Party・Night (パジャマ・パーティー・ナイト) | Connie                    | Connie        |                      | 5:27 |
| 9.  | BLUE, GREEN, RED AND GONE                           | Koji Miura                | Koji Miura    |                      | 4:42 |
| 10. | Space Nekojaracy                                    | Connie, Tetsuto Yoshida   | Connie        |                      | 5:11 |
| 11. | Jiyū ni (自由に)                                    | Connie                    | Connie        |                      | 4:23 |
| 12. | Hikari no Spur (光のシュプール)                     | Connie, Takao Tajima      | Connie        | 15e single           | 4:30 |
| 13. | Arigatō no Present (ありがとうのプレゼント)         | Connie                    | Negicco       |                      | 1:07 |